# Homem de Lindow

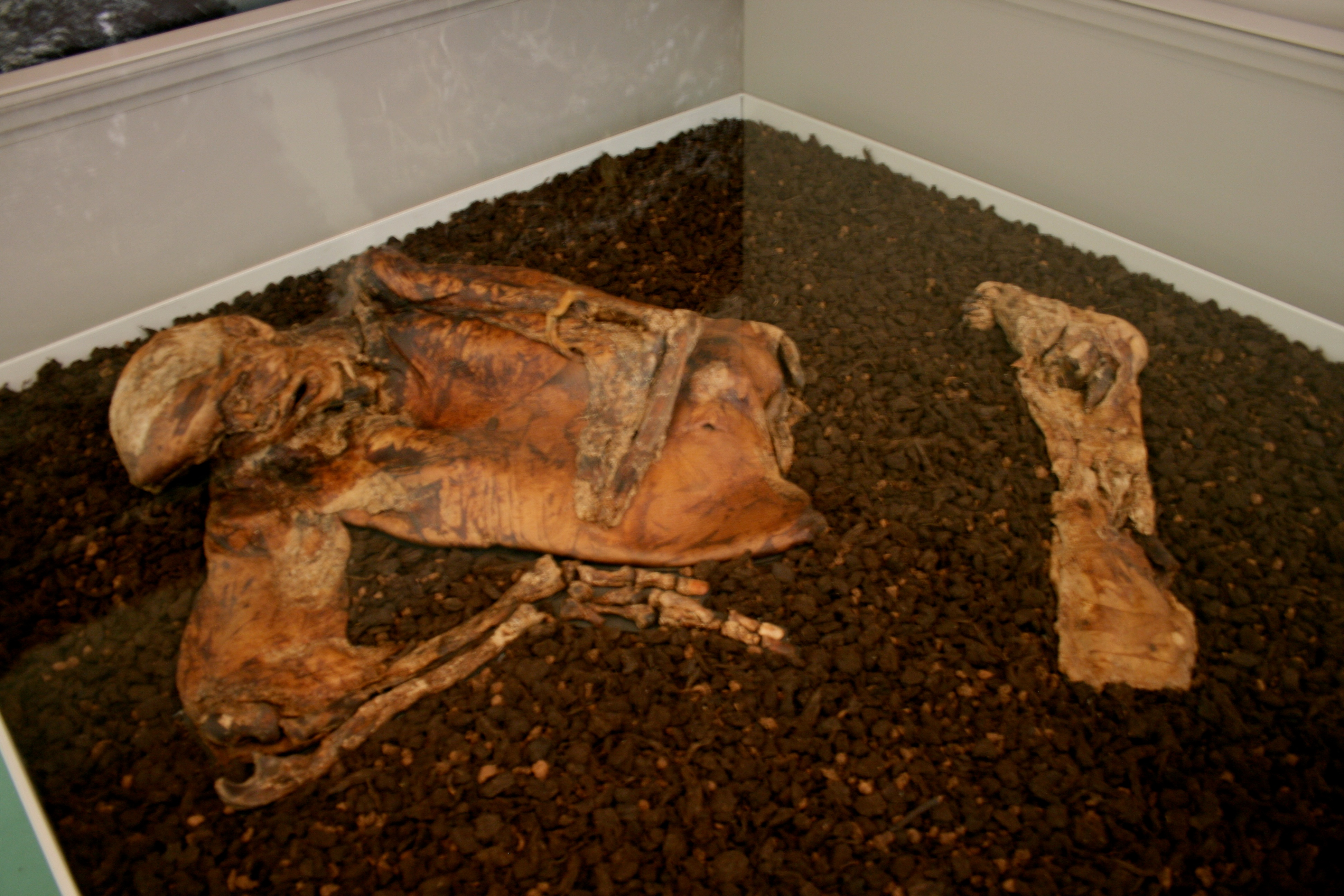
O Homem de Lindow

O Homem de Lindow, também conhecido como Lindow II e popularmente como Pete Marsh, é uma múmia preservada num pântano de turfa, em Lindow Moss, perto de Wilmslow, em Cheshire no Noroeste da Inglaterra. O corpo foi encontrado em 1 de agosto de 1984 por apanhadores de turfa. O Homem de Lindow não é o único corpo que foi encontrado no pântano; a Mulher de Lindow foi descoberta no ano anterior, tal como outras partes de corpos. O achado, descrito como "uma das descobertas arqueológicas mais significativas dos anos 1980", causou grande sensação nos meios de comunicação, e motivou o estudo dos corpos mumificados nos pântanos britânicos, o qual tinha sido colocado de lado comparativamente aos do restante da Europa.
Quando morreu, o Homem de Lindow era saudável, teria pouco mais de 20 anos de idade e teria pertencido a uma classe mais elevada dada a falta de indícios de trabalho pesado ou duro. A razão para a sua morte não é conhecida dada a forma violenta como morreu, talvez num ritual: depois de uma última refeição de pão torrado, ele foi estrangulado, levou uma pancada na cabeça e cortaram-lhe a garganta. A datação do corpo tem sido problemática, mas julga-se que o Homem de Lindow foi colocado no pântano, de cara para baixo, entre 2 a.C. e 119 d.C., na Idade do Bronze ou no período romano-britânico. O corpo tem sido mantido por liofilização e está em exposição permanente no Museu Britânico, embora, pontualmente, seja exposto em outros locais como o Museu de Manchester.

## Contexto
O Pântano de Lindow é um paul de turfa situado em Mobberley, Cheshire, que tem sido utilizado como terreno comum desde a Idade Média. A sua origem data da última idade do gelo, e é um de muitos pântanos desta natureza no nordeste de Cheshire e no Rio Mersey que se formaram em espaços vazios deixados pelo gelo derretido. As investigações efetuadas ainda não descobriram vestígios da presença humana, como aldeamentos ou agricultura, na zona de Lindow, que tivessem sido da mesma época do Homem de Lindow; contudo, a análise de pólen na turfeira sugere que houve algum cultivo na proximidade. Com uma extensão original de 600 hectares, o pântano tem vindo a diminuir de área, encontrando-se com cerca de um décimo do que tinha. A região de Lindow é uma zona perigosa; um escritor do século XVII registrou o afogamento de várias pessoas. Durante séculos, a turfa de Lindow foi utilizada como combustível, e continuou a ser extraída, manualmente, até aos anos 1980, altura em que passou a ser mecanizada. Devido à sua natureza úmida e à sua acidez, o Pântano de Lindow produz um tipo de turfa que preserva bem os corpos, permitindo uma melhor análise. Estes tipos de pântanos encontram-se no norte de Inglaterra e estendem-se para sul até às Midlands. O Homem de Lindow é um dos 27 corpos descobertos nessa área.

### Mulher de Lindow
No dia 13 de maio de 1983, dois trabalhadores da turfeira de Lindow, Andy Mould e Stephen Dooley, descobriram um objeto estranho — do tamanho de uma bola de futebol—na máquina de triturar turfa. Pegaram no objeto para verificar o que era, dizendo, na brincadeira, que era um ovo de dinossauro. Depois de retirada a turfa à volta do objeto, viram que era uma cabeça humana em decomposição, com apenas um olho e algum cabelo ainda intactos. Os analistas forenses identificaram o crânio como pertencendo a uma mulher europeia, com uma idade compreendida entre 30 a 50 anos. Inicialmente, a polícia pensou tratar-se do crânio de Malika Reyn-Bardt, que tinha desaparecido em 1960, um caso que continuava a ser investigado. O seu marido, Peter Reyn-Bardt, que estava preso por outro crime, tinha dito que tinha assassinado a sua esposa e tinha-a enterrado no jardim da sua casa, o qual ficava no limite da área do pântano, onde estava a ser recolhida a turfa. O jardim foi examinado, mas não encontraram nenhum corpo. Quando Reyn-Bardt foi confrontado com a descoberta do crânio de Lindow, ele confessou que tinha matado a sua esposa. Mais tarde, o crânio foi sujeito a datação por radiocarbono, a qual revelou que a cabeça tinha cerca de 2000 anos. A"Mulher de Lindow ", como ficou conhecida, datava do ano 210 d.C.. Esta nova informação foi conhecida antes de Reyn-Bardt ir a tribunal, mas acabou por ser condenado devido à sua confissão.

## A descoberta

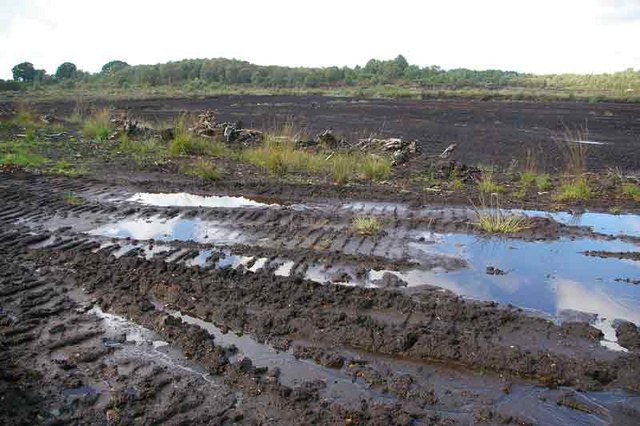
A região de Lindow Moss onde o corpo do Homem de Lindow foi descoberto

Um ano mais tarde, outra descoberta macabra foi feita em Lindow Moss, a apenas 250 m a sudoeste da Mulher de Lindow. A 18 de agosto de 1984, Andy Mould, que tinha estado envolvido na descoberta da Mulher de Lindow, apanhou, pensava ele, um pedaço de madeira com a máquina de recolher turfa, e atirou-o ao seu colega de trabalho, Eddie Slack. Quando o objeto caiu no chão, a turfa separou-se dele revelando um pé humano. Chamaram a polícia e o pé foi levado para análise. Rick Turner, arqueólogo de, foi informado da descoberta e acabou por descobrir o resto do corpo, que mais tarde se designaria por o Homem de Lindow. Alguma da pele ficou exposta e começou a decompor-se; para prevenir essa deterioração, cobriram o corpo com turfa. A escavação total do bloco de turfa onde o corpo se encontrava foi realizada a 6 de agosto. Até ser datado, o corpo foi levado para o Hospital do Concelho Distrital de Macclesfield, para ser guardado. Como o corpo de Malika Reyn-Bardt ainda não tinha sido encontrado, pensou-se que este podia ser o dela, até ser verificado que era de um homem e ter sido datado. Os donos da área onde o Homem de Lindow foi encontrado doaram o corpo ao Museu Britânico e, a 21 de agosto, foi transportado para Londres.
Naquela altura, o corpo recebeu o nome de "Pete Marsh" (uma troca de palavras com "peat (turfa) marsh") dado pelos radiologistas do Hospital de Middlesex, e adotado pelos jornalistas locais. Como o seu estado de preservação era o melhor até agora encontrado no Reino Unido, a sua descoberta causou furor nos meios de comunicação. Foi apontado como um dos melhores achados arqueológicos da década de 1980. O achado foi comunicado durante a segunda semana de investigações. Um documentário da Q.E.D. sobre o Homem de Lindow transmitido pela BBC, foi visto por cerca de 10 milhões de espectadores.
O nome oficial do Homem de Lindow é Lindow II pois existe outro da mesma área: Lindow I (Mulher de Lindow) refere-se a um crânio humano; Lindow III a um "corpo fragmento sem cabeça "; e Lindow IV à parte de cima de uma coxa de um homem adulto, talvez do Homem de Lindow. Depois da descoberta, as escavações arqueológicas foram suspensas até 1987. A 6 de Fevereiro de 1987, foi encontrado um grande pedaço de pele. A descoberta foi deixada pela polícia para os arqueólogos. Foram encontrados mais de 70 bocados do Lindow III. Embora o osso não estivesse tão bem preservado como o do Homem de Lindow, os tecidos apresentavam um melhor estado de preservação. A última descoberta estava relacionada com o Lindow IV, em 14 de junho de 1988., e compunha-se parte da perna esquerda e nádegas, a 15 m a oeste onde foi encontrado o Homem de LIndow. Cerca de três meses depois, a 12 de setembro, encontraram uma coxa direita no balde de um trabalhador. A proximidade da descoberta, e o facto dos restos humanos serem de um homem adulto, significa que, provavelmente, o Lindow IV é o Homem de Lindow.

## Restos mortais e investigação

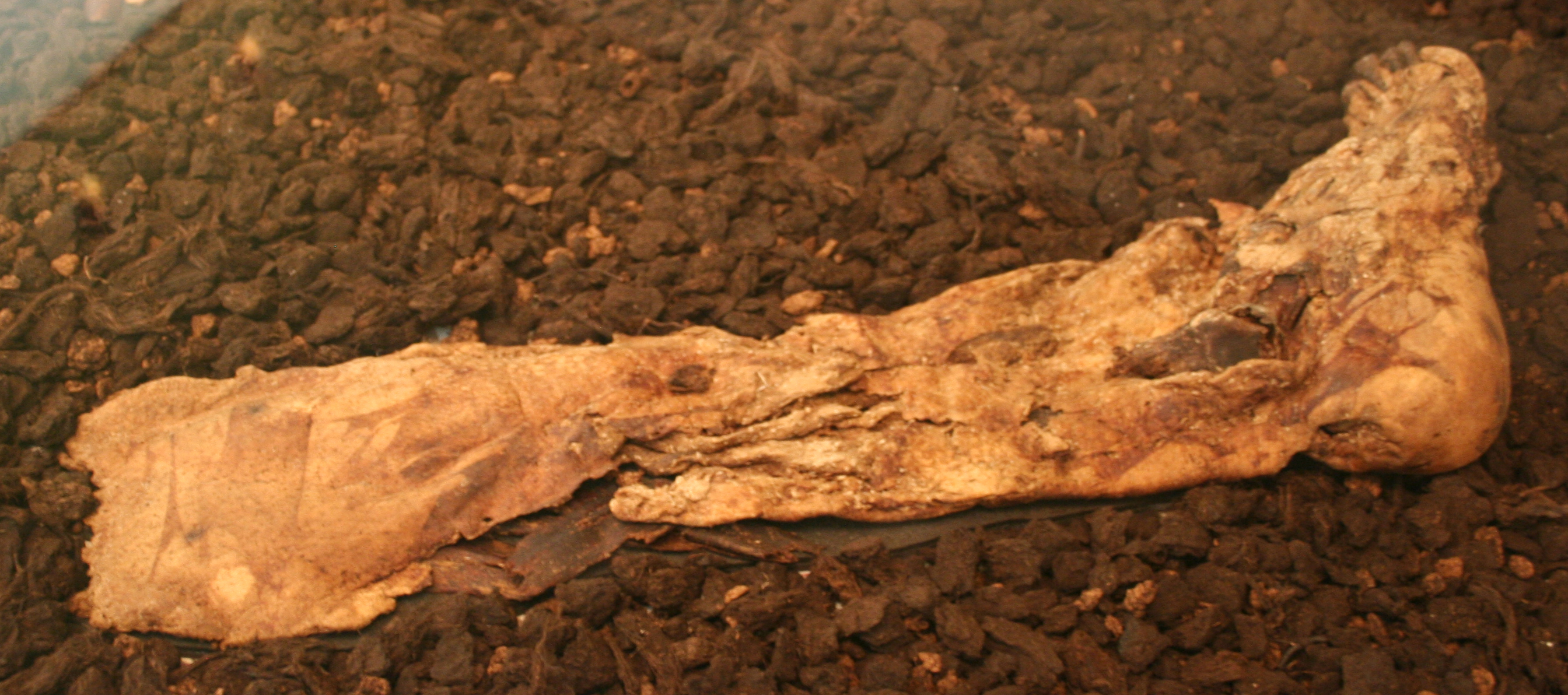
Pé direito do Homem de Lindow

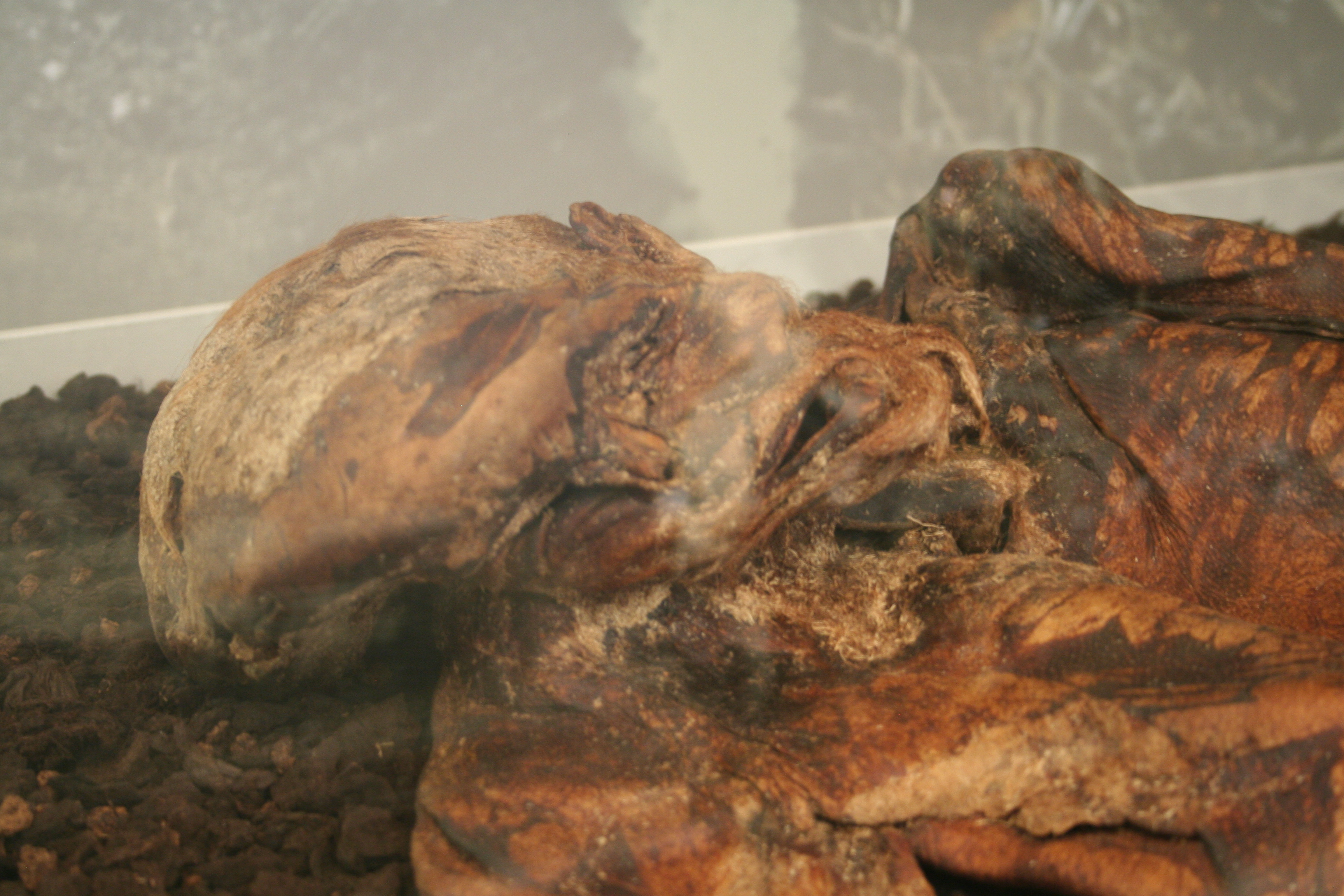
Face do Homem de Lindow

A descoberta do Homem de Lindow representou o primeiro corpo bem conservado por turfa encontrado no Reino Unido; o seu estado era comparável ao do Homem de Grauballe e Homem de Tollund da Dinamarca. Antes do Homem de Lindow, estimava-se ter-se encontrado 41 corpos em Inglaterra e País de Gales, e 15 na Escócia. Encorajado pela descoberta do Homem de Lindow, uma lista foi compilada e revelou um número muito maior de corpos: mais de 85 em Inglaterra e mais de 36 na Escócia. Antes da descoberta em Lindow Moss, os corpos britânicos não tinham a atenção que os exemplares europeus tinham. O interesse causado pelo Homem de Lindow levou a uma pesquisa mais aprofundada de relatos de descobertas em turfeiras desde o século XVII; por volta de 1995, os quantitativos passaram para 106 em Inglaterra e País de Gales e 34 na Escócia. Os restos de corpos abrangiam um período grande de tempo.
Quando vivo, o Homem de Lindow media entre de 1,68 e 1,73 cm de altura e pesava cerca de 60 kg. Foi possível determinar que quando morreu teria entre 20 e 30 anos de idade. O corpo apresentava barba, bigode e patilhas de cabelo castanho, tal como dentes saudáveis sem cáries aparentes, e unhas arranjadas, indicando que não efetuava qualquer tipo de trabalho duro ou pesado. O cabelo do Homem de Lindow apresenta a coloração vermelha devido às alterações químicas causadas pelo pântano onde esteve enterrado; no entanto, o seu cabelo era, provavelmente, castanho escuro. Quando foi encontrado, o Homem de Lindow estava nu, usando apenas uma braçadeira de pele de raposa. Quando morreu, sofria de osteoartrite ligeira e tinha vermes nos intestinos e lombrigas. Como resultado da descalcificação dos ossos e da pressão exercida pela turfa, o seu crânio estava achatado. Se é habitual que os restos humanos contenham ADN, os pântanos de turfa, como o de Lindow Moss, alteram a composição dos corpos, não sendo fácil que se consiga extrair ADN do Homem de Lindow.
O Homem de Lindow e o Lindow III tinham grandes quantidades de cobre na sua pele. A causa é incerta pois pode ter havido causas naturais, embora um estudo realizado por Pyatt et al tivesse sugerido que os corpos talvez tivessem sido pintados com um pigmento à base de cobre. Para testar esta hipótese, foram retiradas amostras de pele de sítios onde pudesse estar pintada, e comparadas com outra que, em princípio, não estavam pintadas. Foi verificado que a pele do tronco tinha níveis mais elevados de cobre, sugerindo que a teoria de Pyatt et al podia estar certa. De forma semelhante, foram encontradas partícula verdes no cabelo, que se pensou ser de um pigmento com cobre utilizado para fins decorativos. No entanto, chegou-se à conclusão de que era uma reação entre queratina do cabelo e a acidez do pântano.
Datar o Homem de Lindow é uma questão problemática pois as amostras do seu corpo e a turfa que o rodeava deram resultados com um intervalo de 900 anos. Embora a turfa que envolvia tivesse dado um resultado de  cerca de 300 a.C., o Homem de Lindow tem uma data diferente. Os primeiros testes realizados em laboratórios diferentes mostraram resultados muito diferentes para o corpo; testes posteriores sugerem uma data entre 28 a.C. e 119 d.C. A tendência generalizada é situar o Homem de Lindow na Idade do Ferro, em vez do período Romano, com base na teoria de que a sua morte pode ter sido o resultado de um uma execução ou sacrifício. Várias são as explicação para o facto de a turfa em que o corpo foi encontrado ser muito mais antiga. O arqueólogo P. C. Buckland sugere que, como a estratigrafia da turfa aparenta não ter sido mexida, o Homem de Lindow poderá ter sido colocado num buraco com mais de 300 anos naquela altura. O geógrafo  K. E. Barber não concorda com esta teoria, afirmando que o sítio onde o corpo foi colocado era pouco profundo, e sugere que a turfeira poderá ter sido escavada para permitir o enterro, e tapada de novo, deixando, assim, a estratigrafia aparentemente intacta.
A sua última refeição foi conservada no seu estomago e intestinos, e foi analisada em detalhe. Esperava-se que as investigações ao conteúdo do seu estômago revelassem a dieta da época, tal como tinha acontecido nos casos do Homem de Grauballe e do Homem de Tollund, na década de 1950. A análise ao conteúdo do aparelho digestivo dos corpos dos pântanos tornou-se um dos principais empenhos da investigação dos restos encontrados. A análise dos grãos encontrados, mostraram que o homem se alimentava de cereais. Comeu, provavelmente, pão queimado, embora o queimado possa ter sido resultado de um ritual em vez de um incidente. Foi, também, encontrado pólen de visco no seu estômago, indicando que o homem pode ter morrido em março ou abril. Uma das conclusões dos estudos foi o facto de os indivíduos que foram enterrados no pântano de Lindow podem ter tido uma dieta alimentar menos variada que os seus contemporâneos Europeus. De acordo com Jody Joy, curador da colecção da Idade do Ferro no Museu Britânico, a importância do Homem de Lindow tem mais ver em como ele viveu, e não como morreu, pois as circunstâncias da sua morte podem nunca ser estabelecidas.

### Morte

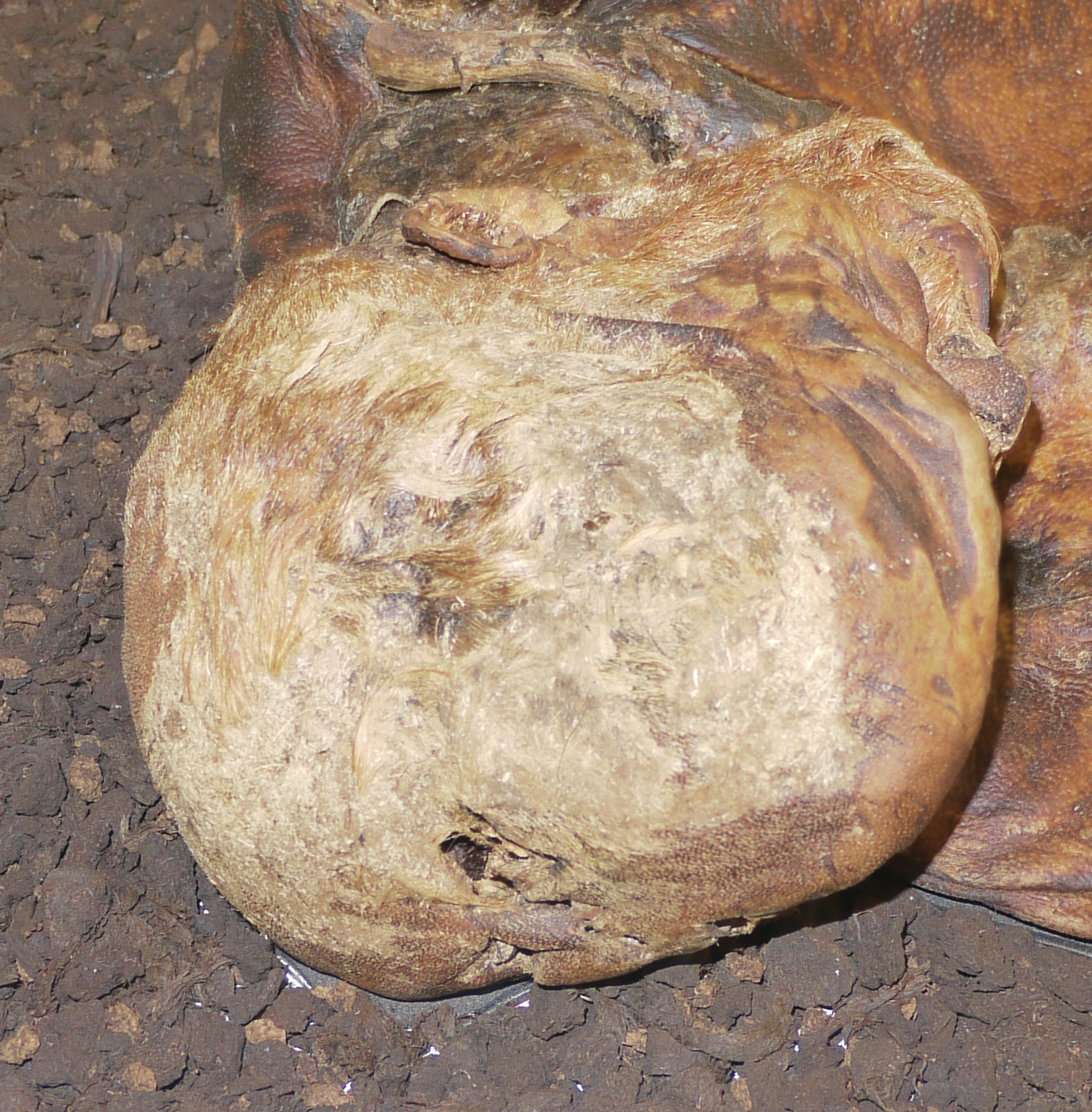
Topo da cabeça do Homem de Lindow. O corte em forma de “V” poder ser observado na zona central inferior

À medida que a turfa era retirada do seu corpo no laboratório, foi ficando mais claro que o homem terá sofrido uma morte violenta. Os traumatismos incluíam um corte em forma de “V” de cerca de 3,5 cm no topo da sua cabeça; uma possível ferida na parte de trás da cabeça; marcas de ligaduras no seu pescoço, onde foi encontrada uma corda; uma provável ferida do lado direito do pescoço; uma possível facada na zona superior direita do peito; pescoço partido; e uma costela partida. Uma xerorradiografia revelou que o golpe no alto da cabeça foi causada por um objeto relativamente cego; fraturou o crânio empurrando fragmentos de osso para o cérebro. Os inchaços à volta da ferida indicam que o Homem de Lindow sobreviveu à pancada. O golpe, possivelmente de um pequeno machado, terá provocado o seu desmaio, mas terá ficado vivo durante mais umas horas. As marcas no seu pescoço foram causadas pelo apertar de uma corda feita de tendão, possivelmente um garrote.
No caso de alguns ferimentos, como os encontrados na parte de trás do crânio, não é possível saber se foram infligidos antes ou depois da sua morte devido ao estado de decomposição do corpo. É, também, o caso da ferida no peito. O corte no lado direito do pescoço pode ter resultado do facto de o corpo ter começado a inchar, causando a separação da pele; contudo, as entradas lisas da ferida sugerem que esta terá sido feita com um instrumento afiado como uma faca. As marcas de corda no pescoço poderão ter sido feitas já depois de morto. Em algumas interpretações para a morte do Homem de Lindow, o tendão foi utilizado como garrote para partir o seu pescoço. Contudo, Robert Connolly, um técnico em antropologia física, sugere que o tendão era um ornamento e que as marcas de ligaduras podem ter sido causadas com o inchar do corpo quando foi enterrado. A fratura da costela também pode ter ocorrido depois de morto, talvez durante a descoberta do corpo. A fratura do pescoço pode ter sido a causa da sua morte, seja ela causada pela corda de tendão ou por pancadas na parte de trás da cabeça. Depois de morrer, o Homem de Lindow foi enterrado no pântano de cara para baixo.

## Interpretação
O cientista alemão Alfred Dieck estima que existem mais de 1.860 corpos conhecidos sepultados em pântanos na Europa. O arqueólogo Don Brothwell considera que muitos dos corpos mais antigos necessitam de ser re-examinados com técnicas modernas, tal como aquelas utilizadas na análise do Homem de Lindow. O estudo destes corpos, incluindo o do pântano de Lindow, contribuiram para um conhecimento mais alargado dos seus restos mortais bem preservados, ajudando ao desenvolvimento de novos métodos na análise e investigação. A utilização de métodos sofisticados como Tomografia computadorizada (TAC - Tomografia axial computorizada), foi um marco nas investigações dos corpos de Lindow. Este tipo de exame permite a reconstrução do corpo e análise interna. Dos 27 corpos recuperados das turfeiras de Inglaterra e País de Gales, apenas sobreviveram o de Lindow e do Homem de Worsley, e um sapato de outro corpo. Os restos mortais datam de um período compreendido ente os séculos I e IV. As investigações feitas aos outros corpos têm por base descrições modernas das descobertas.
As provas físicas permitem uma reconstrução geral de como terá sido morto o Homem de Lindow, embora não haja concordância em alguns detalhes, mas não explicam o porquê da sua morte. Na região Noroeste de Inglaterra, não existem muitos indícios de atividade religiosa ou ritual no período da Idade do Ferro. Os indícios existentes são artefatos recuperados das turfeiras. Os enterros da Idade do Ferro, naquela região, são caracterizados por sepultar os corpos de forma encolhida, algumas vezes com objetos pessoais. Embora datados de meados do século I, o tipo de enterro do Homem de Lindow era mais usual no período pré-histórico. No final do século XX, era generalizada a ideia de que os corpos dos pântanos que tivessem feridas no pescoço ou na cabeça, tinham passado por um ritual. Estes corpos eram associados às culturas germânica e céltica, em particular no culto da cabeça.
De acordo com Brothwell, o Homem de Lindow terá sido morto de uma forma exagerada e extravagante, para um corpo de um pântano, e terá, possivelmente, um significado ritualístico. Os arqueólogos John Hodgson e Mark Brennand sugerem que os corpos dos pântanos poderão ter estado relacionados a alguma prática religiosa, embora esta opinião divida os académicos e, no caso do Homem de Lindow, ainda se discute se a sua morte terá sido por assassinato ou por ritual. Anne Ross, uma especialista da religião da Idade do Ferro, propôs que a sua morte foi um exemplo de sacrifício humano e que a "morte tripla" (garganta cortada, estrangulamento e pancada na cabeça), foi uma oferenda a diferentes deuses. O período alargado para a morte do Homem de Lindow (século II a.C. a 119 d.C.), significa que morreu depois de os Romanos terem conquistado o Norte de Inglaterra no ano 60 d.C. Com a extinção dos sacrifícios humanos pelos Romanos, surgiram novas possibilidades para a sua morte; esta nova realidade foi defendida por Ronald Hutton, que contestou a interpretação da morte por sacrifício. Connolly sugere que, como o Homem de Lindow foi encontrado nu, pode ter sido vítima de um assalto violento. Joy afirma que "ainda não se decidiu sobre a natureza destes corpos, se eram aristocratas, padres, criminosos ou estrangeiros, se morreram de forma pacífica ou se foram executadas – e Lindow era um local muito remoto, naqueles dias, um local pouco provável para uma emboscada ou assassinato".

## Conservação

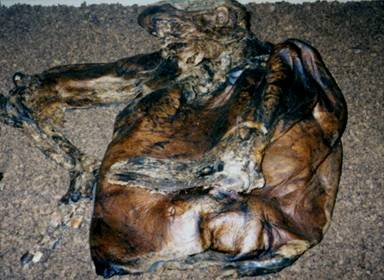
O Homem de Lindow em exposição no Museu Britânico, em 1996

Havia o receio de que o corpo do Homem de Lindow se começasse a decompor depois de ter sido retirado da turfeira, após ter sido lá preservado durante 2 000 anos. Foram, então, tomadas medidas para assegurar a sobrevivência dos restos. Depois se terem rejeitado alguns métodos de conservação, escolheu-se a congelação em seco. O corpo foi coberto com um líquido com 15% de polietilenoglicol 400 e 85% de água para prevenir que o corpo se distorcesse. Seguidamente, o corpo foi congelado e o gelo vaporizado para evitar que o Homem de LIndow não encolhesse. Por fim, foi colocado num dispositivo especialmente construído para efeito, feito de AVAC, a uma temperatura constante de 20 ºC e uma umidade de 55%. O local permanente do Homem de Lindow é o Museu Britânico, embora, antes de o seu corpo ser para lá levado, um grupo de cidadãos do Noroeste de Inglaterra organizou uma campanha para manter o corpo em Manchester. O corpo esteve em exposição, temporariamente, em outros locais: no Museu de Manchester (de abril a dezembro de 1987, março a setembro de 1991), e abril de 2008 a abril de 2009); e no Museu Great North, em Newcastle (de agosto a novembro de 2009). A exposição de 2008–09, em Manchester, intitulada Lindow Man: A Bog Body Mystery Exhibition at the Manchester Museum, ganhou o prémio para a categoria "Best Archaeological Innovation" nos Prémios Arqueológicos Britânicos de 2010, realizado pelo Conselho para a Arquelogia Britânica. A exposição do corpo do Homem de Lindow tem sido controversa: o seu corpo tem sido tratado mais como um objecto do que como uma pessoa, levando algumas pessoas, como a neo-druida Emma Restall Orr, a questionar se o corpo devia ser exposto.